# Nocturnal Me
Nocturnal Me es una banda de Kissimmee y Buffalo, Nueva York formado por 3 de los exintegrantes de Cute Is What We Aim For, Jeff Czum (guitarra), Dave Melillo (Bajo) y Michael Lasaporana (batería en tour) y John Viavattine "Tank" este último no era de CIWWAF. La banda se formó después de que Cute Is What We Aim For se separará (pero ahora regresó solo con Shaant) en 2009.

## Miembros
- Dave Melillo - Voz (2009-presente)
- Jeff Czum - Guitarra (2009-presente)
- Mikey Lasaponara - Batería/percusión (2009-presente)
- John Viavattine (Tank) - Bajo (2009-presente)

## Discografía
- Nocturnal Me EP (2009)

## Sencillos
- Smash It Up (2010)